# Segovia (provincie)
Segovia is een provincie van Spanje en maakt deel uit van de regio Castilië en León. De provincie heeft een oppervlakte van 6923 km². De provincie telde 153.626 inwoners in 2021 verdeeld over 209 gemeenten.
Hoofdstad van de provincie Segovia is de gelijknamige stad Segovia.

## Demografische ontwikkeling
Bron: INE
Opm: Bevolkingscijfers in duizendtallen
Ávila · Burgos · León · Palencia · Salamanca · Segovia · Soria · Valladolid · Zamora